# 川口敬一郎
川口敬一郎（1月22日—），日本動畫導演、演出及動畫師。

## 概要
做動畫師初期，已兼任原畫、作畫監督和演出等職位。在自己監督的作品中，會親自參與多話分鏡和演出。
初次被任命為導演的作品是OVA，但因製作進度延遲，令首部公開的導演作品變為《MÄR 魔法世界》。
最勞力是在2009年10月兼任《貓願三角戀》、《由土里醬》和三部作品的導演。近年銳意擔當音響監督。
常與編劇豬爪慎一、導演級動畫師渡邊慎一、插畫及人物設計師POP合作。 
有模型和角色商品方面的愛好，堅持在狹窄的工作台上排列玩具。這亦促成他在動畫中惡搞的興趣。

## 参加作品

### 監督
- MÄR 魔法世界（2005年 - 2007年）※首次監督；接替奧脇雅晴。
- ピンキーストリート（日语：ピンキーストリート）（2006年）※OVA
- 月面兔兵器米娜（2007年）
- 旋風管家 (動畫)（2007年 - 2008年）
- 萌單（2007年）
- 偶像大師 為你而唱！（2008年）※遊戲附贈OVA
- 楚楚可憐超能少女組（2008年 - 2009年）
- 即將凋逝的音樂盒（2009年）※同人動畫，後於2010年以劇場版形式放映
- 貓願三角戀（2009年）
- 由土里醬（2009年 - 2010年）※日本網路動畫列表。本配信は2010年3月開始。
- 窗邊奈奈美（2010年）
- 絶対可憐チルドレン 〜愛多憎生! 奪われた未来?〜（2010年）※OVA
- 即將凋逝的音樂盒（2010年）
- 怪物王女（2010年 - 2011年）※OVA、兼任音響監督
- 迷elleオトコノ娘（2010年 - ）※OVA
- SKET DANCE（2011年 - 2012年）※音響監督兼任
- 迷茫管家與膽怯的我（2011年）
- 維他命X（日语：VitaminX）（2011年）※OVA
- 就算是哥哥，有愛就沒問題了，對吧（2012年）
- 南家三姊妹（2012年）※OVA
- 南家三姊妹（2013年）
- 救救草食系的我吧！（2013年）※OVA
- 南家三姊妹（2013年）※OVA
- 獵人劇場版：最終任務（2013年）※劇場版
- ドラゴンコレクション（日语：ドラゴンコレクション）（2014年）
- 人生（2014年）
- Million Doll（2015年）※「川口K一郎」名義；僅導演第1話
- 夢幻之星Online2（2016年）※分鏡兼任
- 魔法護士小麥（2016年）※分鏡兼任
- 百無禁忌！女高中生私房話（2016年）※系列構成・編劇・分鏡も兼任
- 機甲少女 Frame Arms Girl（2017年）※分鏡・演出兼任
- 中間管理錄利根川（2018年）
- ISLAND（2018年）※分鏡兼任
- テニスの王子様　BEST GAMES!!　手塚vs跡部（2018年）※OVA
- 闇影詩章（2020年）[2]
  - 闇影詩章 烈焰（2022年）
- 暮蟬悲鳴時 業（2020年）
  - 暮蟬悲鳴時 卒（2021年）
- 滿溢的水果塔[3]（2020年）
- 間諜教室（2023年）
- 英雄教室（2023年）

### 其他
- 超魔神英雄傳（1997年 - 1998年） 原画
- 爆走兄弟Let's & Go!!（1998年） 原画
- 万能文化猫娘（1998年） 原画
- 秋葉原電腦組（1998年） 原画
- 超級百變金剛（1998年） 原画
- 百變小櫻（1998年 - 1999年） 原画
- 魔術士歐菲（1998年 - 1999年） 作画監督、原画
- 野兽之战新传（日语：ビーストウォーズネオ 超生命体トランスフォーマー）（1999年） 原画
- 天使不設防！（1999年） 原画
- 麻辣教師GTO（1999年） 原画
- 鋼鐵天使（1999年） 原画
- てなもんやボイジャーズ（日语：てなもんやボイジャーズ）（1999年） 原画 ※OVA
- 索斯機械獸（1999年 - 2000年） 原画
- 白金戰士（日语：銀装騎攻オーディアン）（2000年） 原画
- 遊戲王－怪獸之決鬥（2000年 - 2004年） 作画監督
- 鋼鐵天使（2001年） 原画
- 星之卡比（2001年 - 2003年）原画
- 火影忍者（2002年 - 2007年） 演出、原画
- 神秘智慧石（2003年） 作画監督、原画
- 戀愛小魔女（2003年） 小物設定
- 爱的魔法（2003年 - 2004年） 作画監督、原画
- PEACE MAKER鐵（2003年） 原画
- モエかん（日语：モエかん）（2003年 - 2004年） 原画 ※OVA
- 音速小子X（2003年-2004年）作画監督
- 真珠美人鱼（2004年） 原画
- 真珠美人鱼（2004年） 分鏡、OP原画
- 光与水的女神（2004年） 原画
- 滑板戰士（日语：Get Ride! アムドライバー）（2004年） 原画
- 變形金剛：超能連結（2004年） 分鏡、演出、作画監督、原画
- 流星戰隊Musumet（2004年） 原画
- B傳說！戰鬥彈珠人（2005年） 分鏡、演出、原画、声の出演（48話、ケイイチロウ役）
- 變形金剛：銀河之力（2005年） 分鏡、演出
- 极上生徒会（2005年） 分鏡
- 魔法咪路咪路（2004年 - 2005年） 分鏡、演出
- 魔法咪路咪路（2005年） 分鏡
- 灼眼的夏娜（2005年 - 2006年） 分鏡
- 冰上萬花筒（2005年） 分鏡
- 甲蟲王者（2005年 - 2006年） 作画監督、分鏡、演出、原画
- 檸檬天使計劃（日语：LEMON ANGEL PROJECT）（2006年） 分鏡
- 爆球Hit! 轟烈彈珠人（2006年） 分鏡、演出、原画
- 妖逆門（2006年） 分鏡
- 金属对决 战斗陀螺（2009年 - 2010年） 分鏡
- 四葉遊戲（2009年 - 2010年） 分鏡、演出
- 料理偶像（2009年） 分鏡
- 變形金剛進化版 シーズン3（2009年） 分鏡
- おんたま!（日语：おんたま!）（2009年） 分鏡 ※Webアニメ
- 元素高手（2010年） 分鏡
- 笨蛋，測驗，召喚獸（2010年） 分鏡
- 我的妹妹哪有這麼可愛！（2010年） 監修[4]、分鏡
- C³ -魔幻三次方-（2011年） 分鏡
- 初音島III（2013年） 分鏡
- 星光少女 彩虹舞台（2013年）分鏡、OP分鏡・演出
- 宫河家的空腹（2013年）分鏡
- 偶像活動！（2013年）分鏡、OP分鏡・演出・原画
- 歸宅部活動記錄（2013年）分鏡
- Fate/kaleid liner 魔法少女☆伊莉雅（2013年）分鏡
- 魔法戰爭（2014年）分鏡
- 屬性同好會（2014年）分鏡
- 戰國BASARA系列（2014年）分鏡
- 星光樂園 (動畫)（2014年）分鏡
- 尋找失去的未來（2014年）分鏡
- 临时女友（2014年）分鏡
- 果然我的青春戀愛喜劇搞錯了。（2015年）分鏡
- 干支魂（2015年）分鏡
- 青春×機關鎗（2015年）分鏡
- Fate/kaleid liner 魔法少女☆伊莉雅（2015年）分鏡
- 與魔共舞（2015年）分鏡
- 鲁邦三世（2015年）分鏡
- 一人之下（2016年）OP分鏡
- Regalia 三聖星（2016年）分鏡
- Orange橘色奇蹟（2016年）分鏡
- 男子啦啦隊！！（2016年）分鏡
- Fate/kaleid liner 魔法少女☆伊莉雅（2016年）分鏡
- 秋葉原之旅（2017年）分鏡
- 政宗君的復仇（2017年）分鏡
- カードファイト!! ヴァンガードG NEXT（2017年）分鏡
- 鎖鏈戰記（2017年）分鏡
- 偶像時間星光樂園（2017年）分鏡
- Fate/kaleid liner 魔法少女☆伊莉雅（2017年）分鏡
- 側車搭檔（2017年）分鏡
- カードファイト!! ヴァンガードG Z（日语：カードファイト!! ヴァンガードG Z）（2018年）分鏡
- 溫泉屋小女將（2018年）分鏡
- KING OF PRISM -Shiny Seven Stars-（日语：KING OF PRISM -Shiny Seven Stars-）（2019年）OP分鏡・演出
- 我們的重製人生（2021年）分鏡
- MUTEKING THE Dancing HERO（日语：MUTEKING THE Dancing HERO）（2021年）分鏡
- Summer Pockets（2025年）分鏡